# جون هال (سياسي بريطاني)
جون هال (بالإنجليزية: John Hall)‏ هو نقابي وسياسي بريطاني (وحمل سابقاً جنسية المملكة المتحدة لبريطانيا العظمى وأيرلندا)، ولد في 9 نوفمبر 1896، وتوفي في 11 أكتوبر 1955. حزبياً، نشط في حزب العمال. في الانتخابات العامة في المملكة المتحدة 1950 ‏، انتخب عضو برلمان المملكة المتحدة الـ39 عن دائرة Gateshead West (UK Parliament constituency) ‏ (23 فبراير 1950 – 5 أكتوبر 1951) وفي الانتخابات العامة في المملكة المتحدة 1951 ‏، انتخب عضو برلمان المملكة المتحدة الـ40 عن دائرة Gateshead West (UK Parliament constituency) ‏ (25 أكتوبر 1951 – 6 مايو 1955) وفي الانتخابات العامة في المملكة المتحدة 1955 ‏، انتخب عضو البرلمان الحادي والأربعين للمملكة المتحدة ‏ عن دائرة Gateshead West (UK Parliament constituency) ‏ (26 مايو 1955 – 11 أكتوبر 1955).